# Flare (rivista)
Flare è una rivista di moda canadese di proprietà  della Rogers Communications.
Nata nel 1979 come rebranding della rivista Miss Chatelaine , si pone sul mercato come Canada's Fashion magazine. Focalizza, infatti, la propria attenzione a contenuti e temi nazionali comprese le arti, la moda e i media. In aggiunta a sfilate e moda, la rivista tratta anche di musica, intrattenimento, salute, bellezza e di storie che riguardano in prima persona le lettrici canadesi.
Fu il frutto di Donna Scott che seppe unire i due giornali a lei affidati, Teen Generation e Miss Chatelaine, sotto il nuovo nome: Flare. La prima redattrice fu  Keitha Maclean che portò la rivista ad essere il primo, indiscusso, mensile di moda venduto in Canada.

Altri redattori sono stati Shelley Black, Bonnie Fuller e Suzanne Boyd. Attualmente la posizione è ricoperta da Lisa Tant.